# Roxio Creator
Roxio Creator（ロキシオ クリエーター）は、米ソニック・ソルーションズが開発、コーレルが販売しているライティングソフトウェア。Mac版のライティングソフトとしては同開発のRoxio Toastが存在する。

## 概要
Roxio Creatorは、ライティングソフトウェアだけでなく、簡易動画編集などができたり、DVDの再生ができたりと、複数のソフトウェアが一つにパッケージングされている。詳細は以下を参照。

## 歴史
- 1993年 : 米Incat SystemsがEasy CD Proを発売。
- 1994年 : Incat Systemsの日本事務所を開設。日本語版が発売。
- 1995年 5月: Incat Systemsの日本事務所がインキャットシステムズジャパンに社名変更。
- 1995年10月 : 米アダプテックがIncat Systemsを買収。これに伴いインキャットシステムズジャパンがイージーシステムズジャパンに改名。
- 1996年 : Corel社のCD Creatorを買収し、Easy CDと統合。これにより、CD CreatorのUIにEasy CD Proのライティングエンジンが組み込まれ、Ver.3からは、Easy CD Creatorと言う名前で販売されるようになった。
- 1997年 : Astarte社からTOASTを買収し、Mac用のラインアップも強化した。
- 1999年 : 独CeQuadrat社を買収。WinOnCDをラインナップに加え、後にEasy CDシリーズと統合することになる。
- 2000年 : Wild File社を買収。GoBackをラインアップに追加。
- 2000年10月 : イージーシステムズジャパンがPrassi Europe SEAL社のPrimoCDの取り扱い開始に伴いアダプテック製品の取り扱いを終了。アダプテック製品は引き続きアダプテックジャパンで取り扱い。
- 2001年3月 : Ver.5を発売。同ソフトのライティングエンジンは、Windows XPの書き込み機能にも用いられた。
- 2001年4月 : Roxioがアダプテックから独立。これに伴いロキシオジャパンが設立。
- 2001年12月 : 米MGI Softwareを買収。VideoWave、PhotoSuiteがラインアップに加わる。
- 2003年4月 : Gobackを米シマンテックに売却。
- 2003年6月 : Easy CD DVD Creator 6が発売。Digital Media Suiteの名の通り様々なマルチメディア関連のソフトウェアが統合された。またこのバージョンからライティングエンジンがDragon Engineに変更になり、ディスクイメージの形式も以前の.cifからWinOnCDと同じ.C2Dへと変更された。
- 2004年8月 : 米ソニック・ソルーションズがRoxioのソフトウェア部門を買収。SonicのRecordNowやBackupMyPCなどを統合したEasy Media Creator 8が発売される。
- 2009年4月1日 : 国内のパッケージ版の販売元がラネクシーに変わった。(開発やダウンロード販売、サポートは引き続きソニック・ソリューションズが行っていた。)[1]
- 2010年9月24日 : Roxio Creator 2011が発売される。
- 2010年12月12日 : 米ロヴィが米ソニック・ソルーションズを買収。
- 2011年8月31日 : Roxio Creator 2012が発売される。
- 2011年 : 国内のパッケージ版の販売元をイーフロンティアに変更。
- 2012年1月12日 : 加コーレルが米ロヴィからRoxio部門の買収を発表[2]。
- 2012年：製品名がRoxio Creator NXTに、ヴァージョン表記も1からに変更された。